# Biserica de lemn din Mătăsari

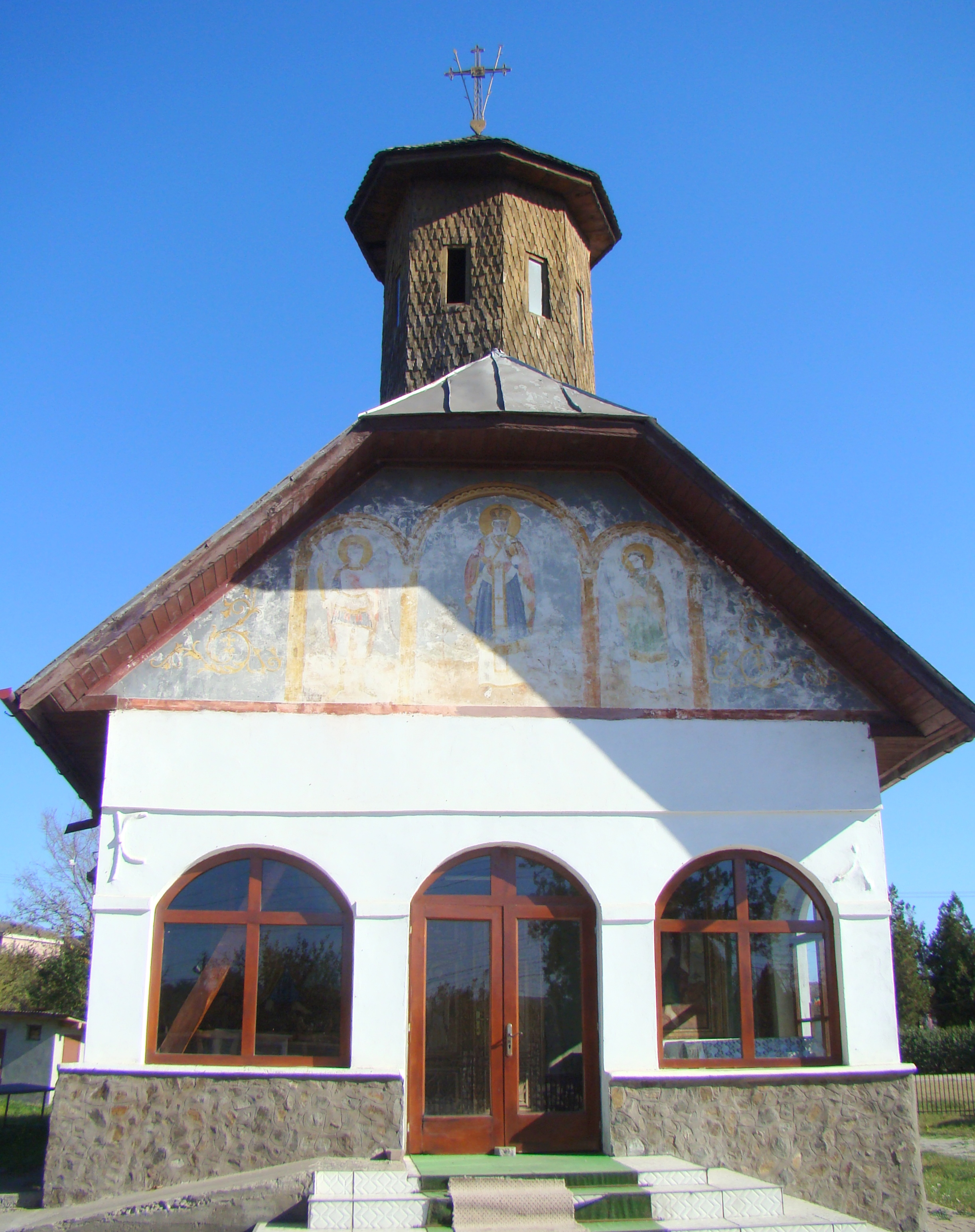
Biserica de lemn „Sfântul Ierarh Nicolae” din Mătăsari, comuna Mătăsari, județul Gorj, foto: octombrie 2018.

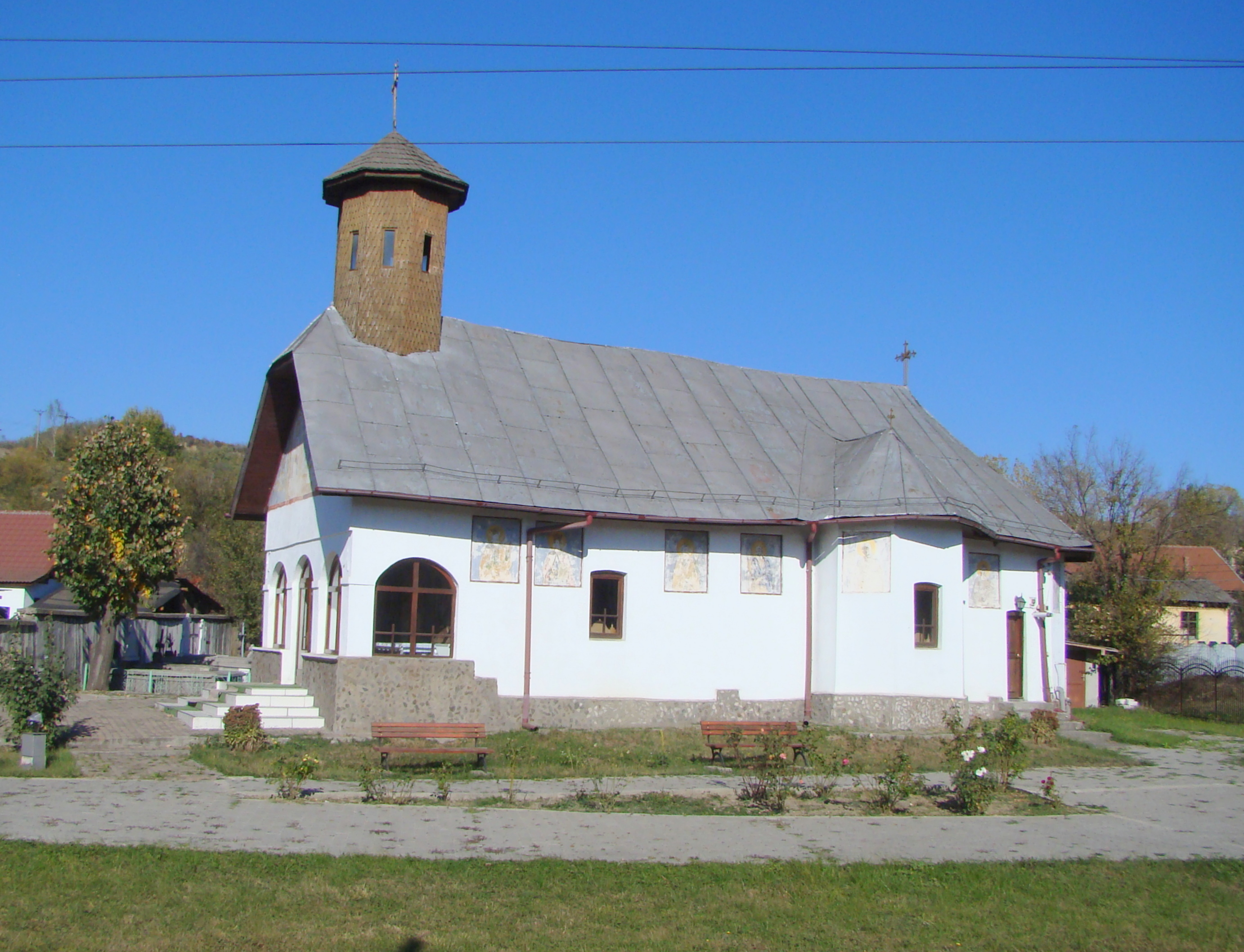
Biserica (sud)

Biserica de lemn din Mătăsari, comuna Mătăsari, județul Gorj, datează din anul 1897. Are hramul „Sfântul Ierarh Nicolae”. Biserica se află pe noua listă a monumentelor istorice sub codul LMI:  GJ-II-m-B-09327.

## Istoric și trăsături
Anuarul Mitropoliei Olteniei pe anul 1940, înregistra la Mătăsari, și în satele aferente, numai biserici de lemn. Datarea acestora era cuprinsă în deceniile de sfârșit ale secolului al XIX-lea și cele de început ale celui următor. Faptul dovedea îndelungata tradiție a lăcașului de lemn în satele megieșești din plasa Motrului de sus. Din toate aceste biserici mai există doar biserica din Mătăsari și cea cu hramul „Sfântul Ioan Botezătorul” din Runcurel, amenințată cu dispariția datorită extinderii exploatărilor de lignit de către Complexul Energetic Oltenia în vatra satului, casele și terenurile fiind expropriate.
Biserica din Mătăsari a fost construită în anul 1897 și împodobită cu pictură de pictorul Mihai Velescu, în același an. Pictura a fost restaurată în anii 2004-2005.

## Imagini din exterior

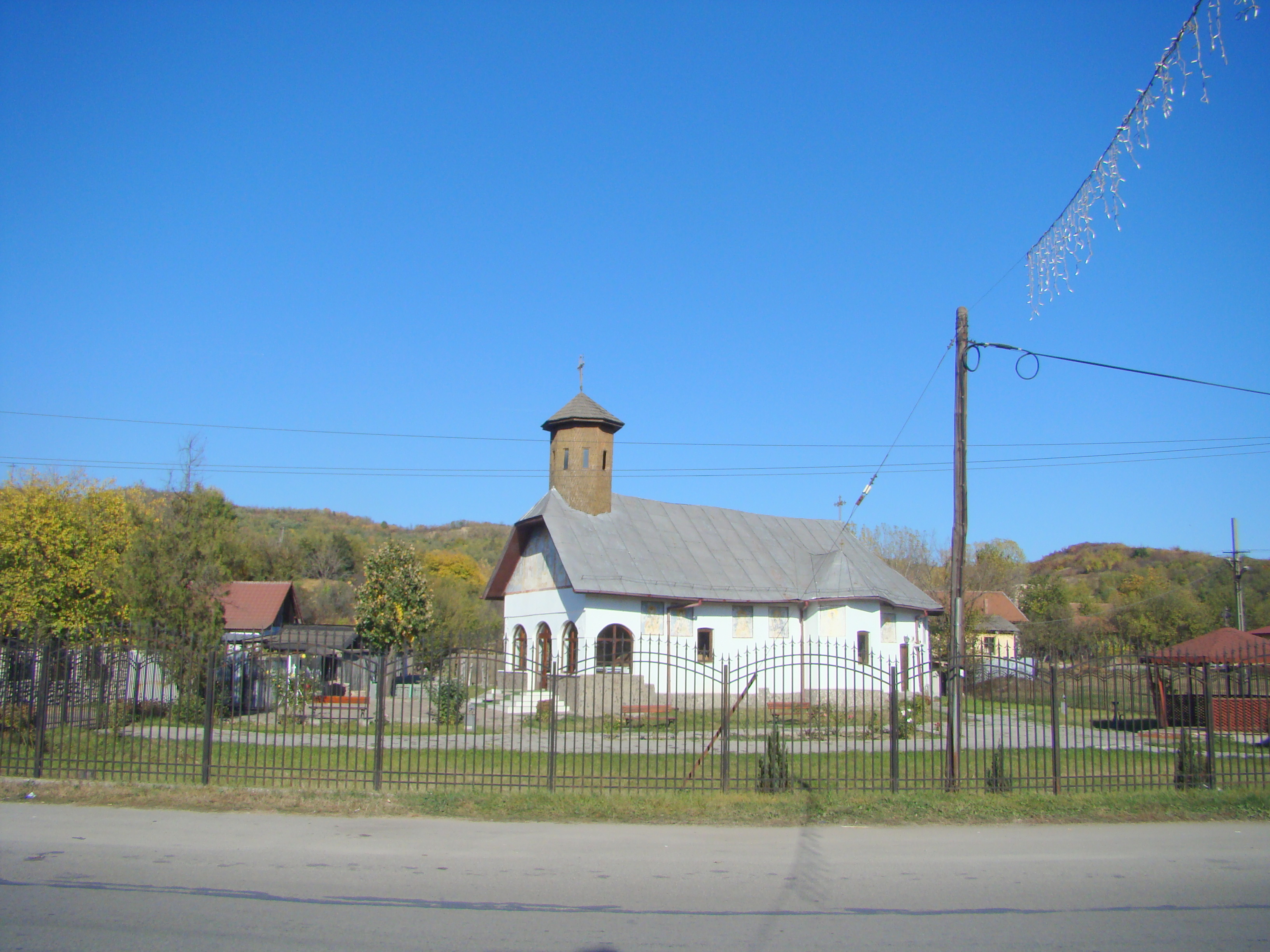
Biserica văzută din drum
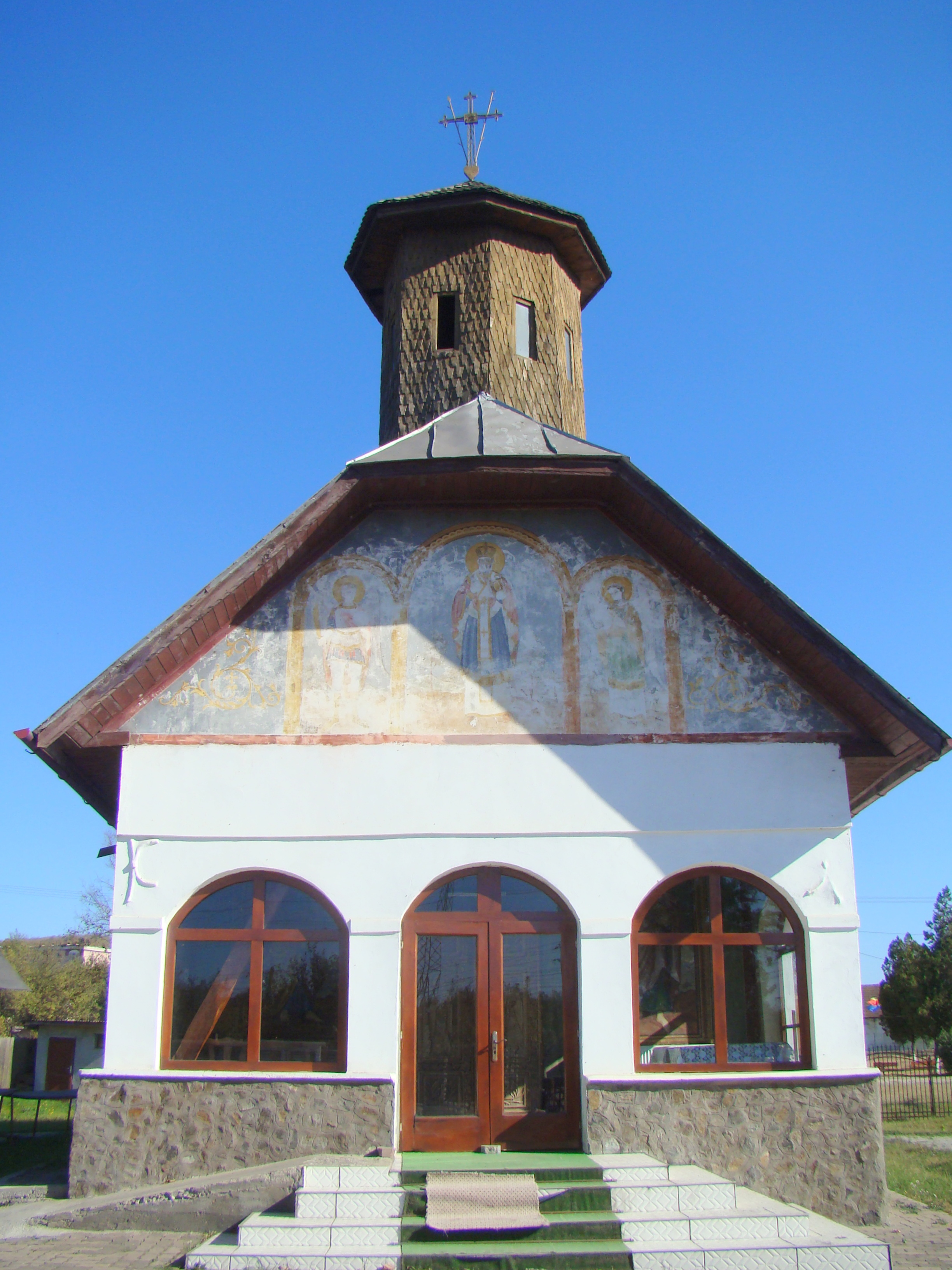
Biserica (vest)
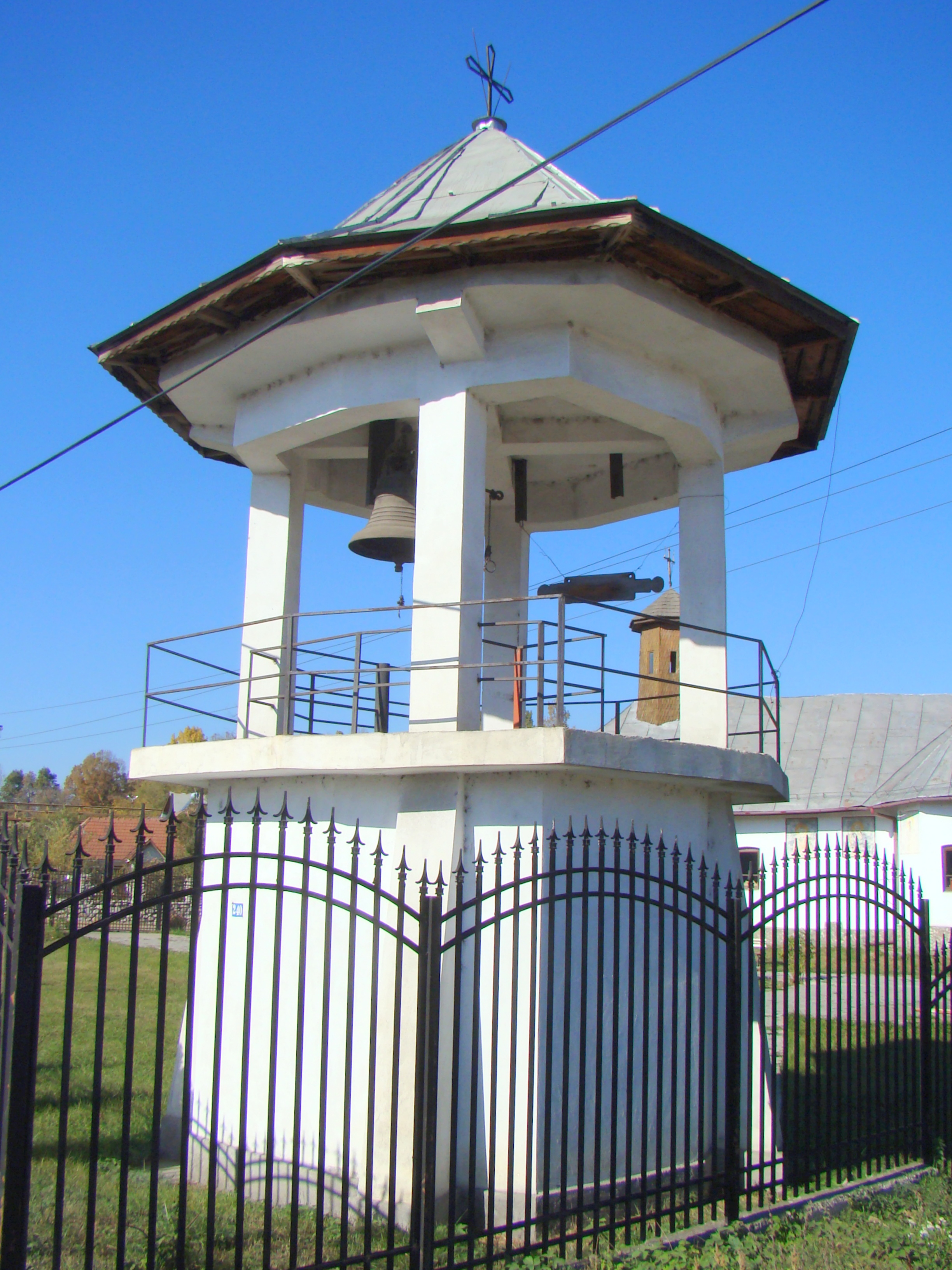
Clopotnița
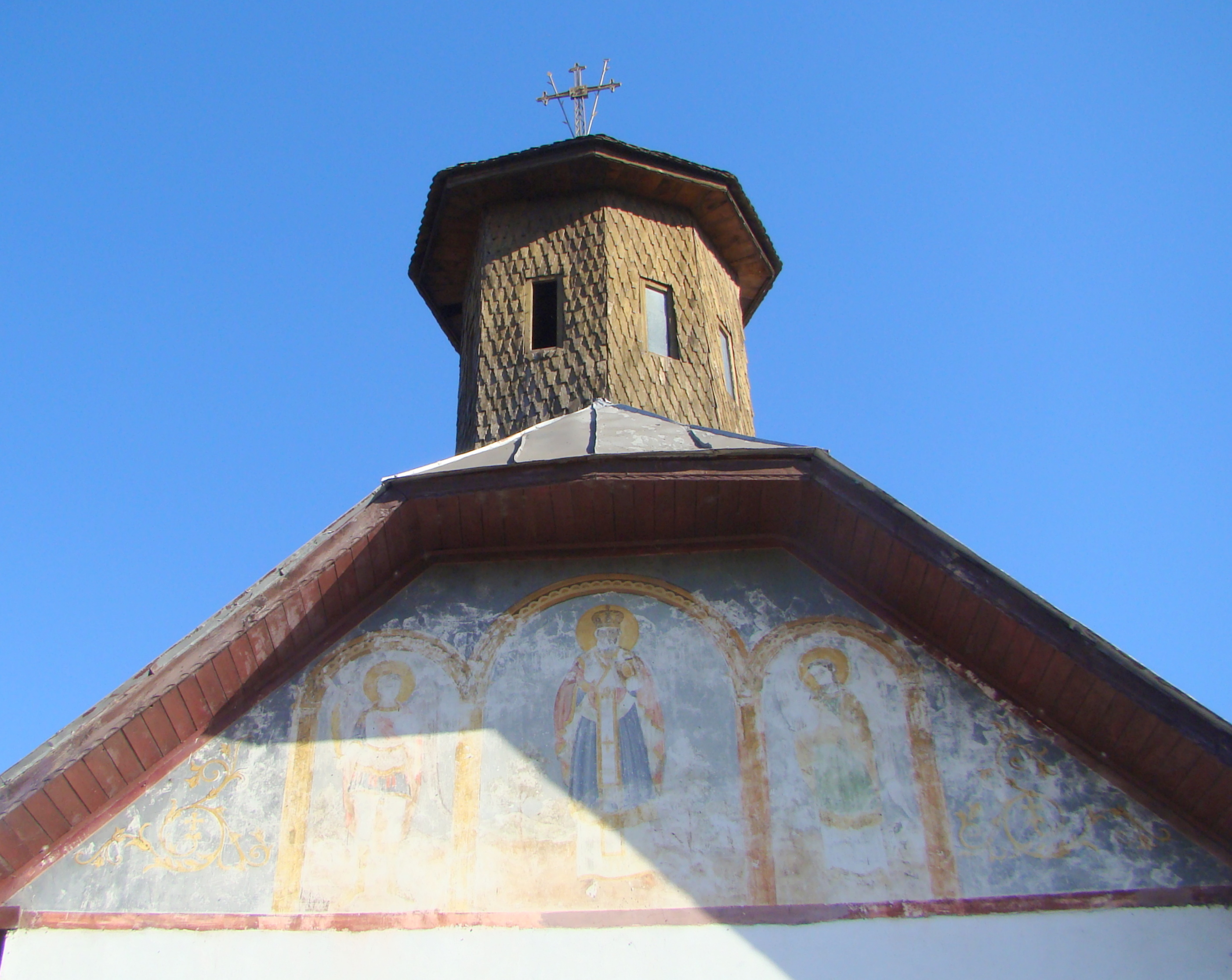
Icoana de hram: Sfântul Ierarh Nicolae
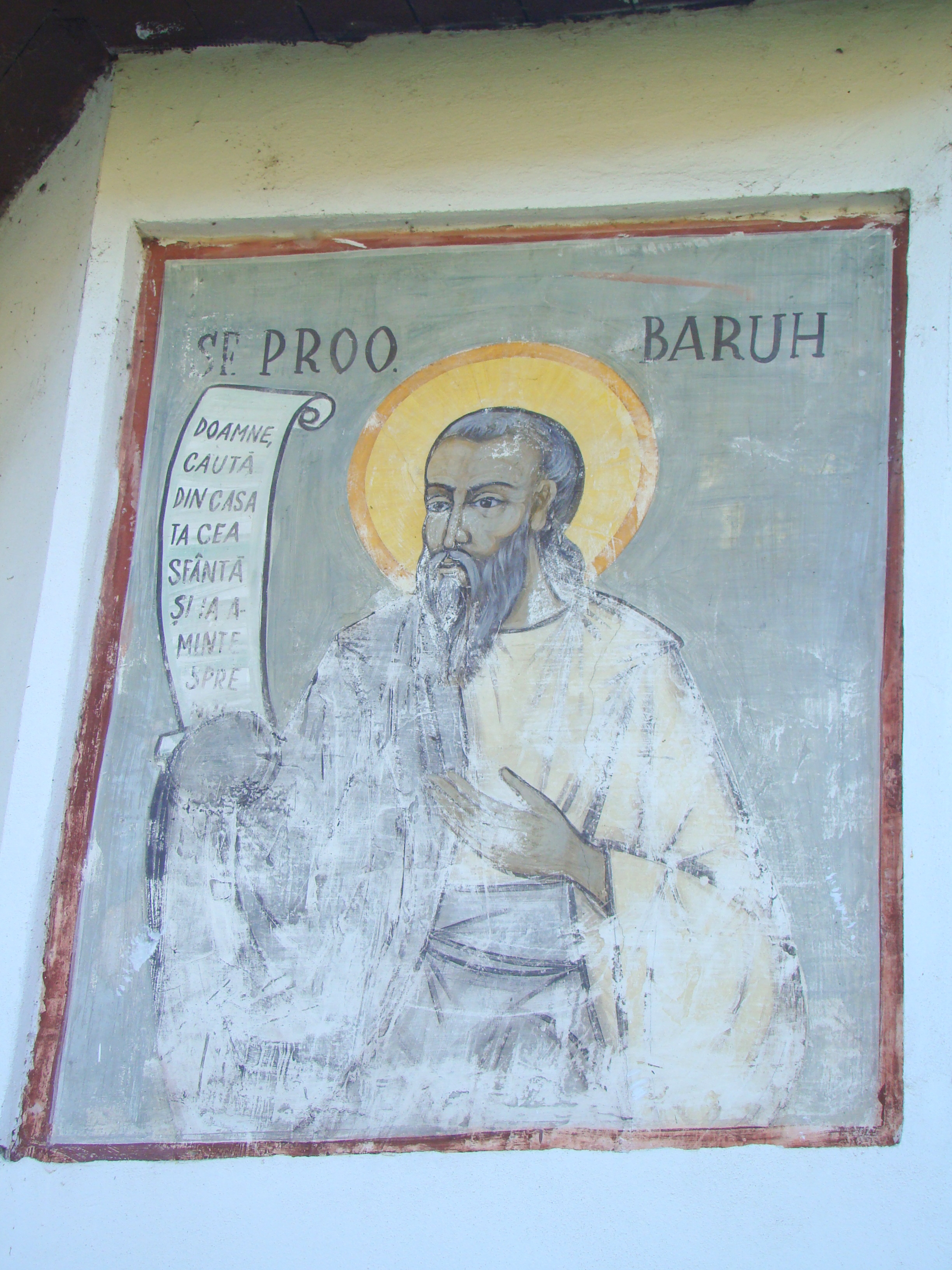
Proorocul Baruh
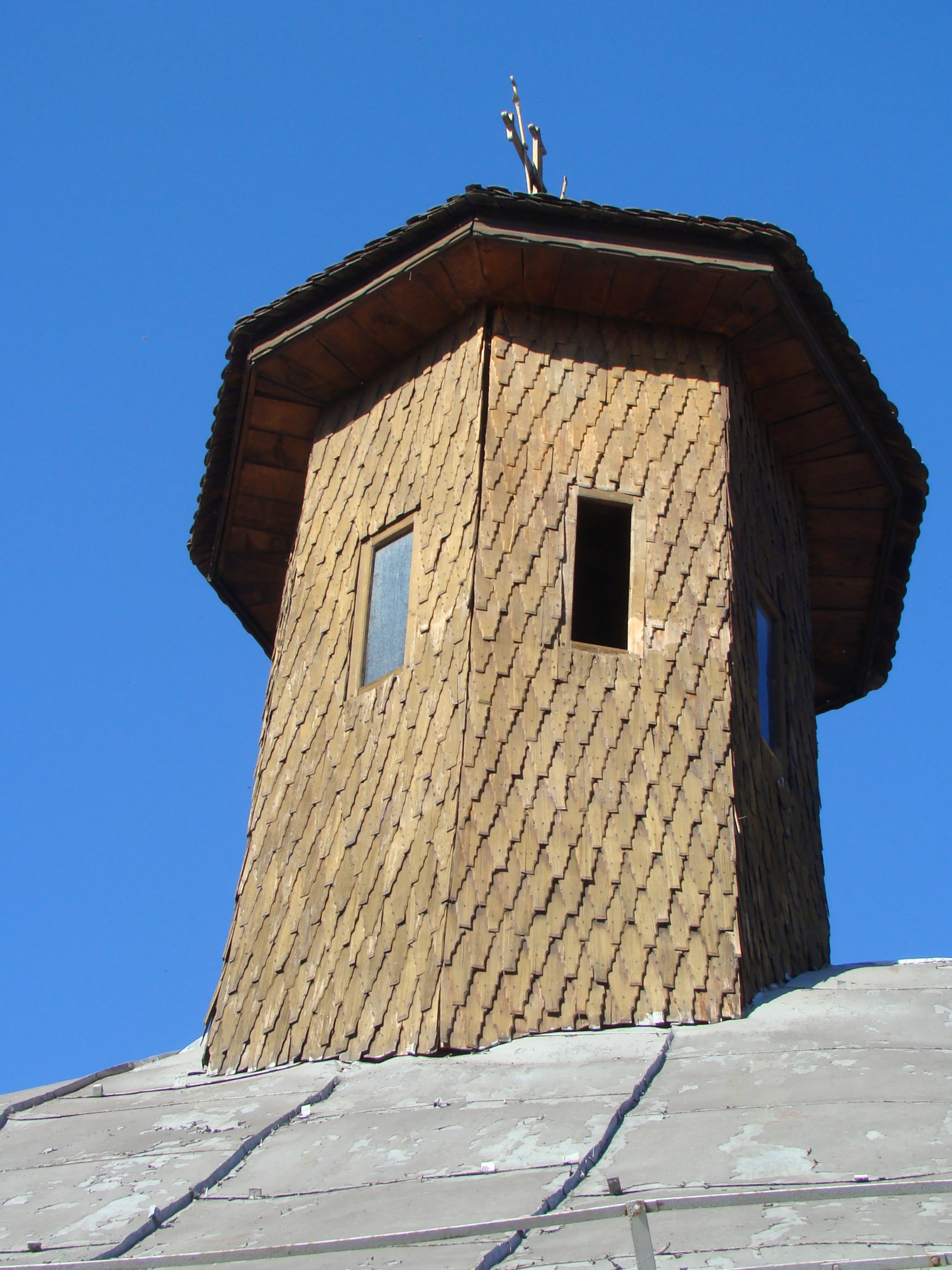
Turnul învelit în șiță
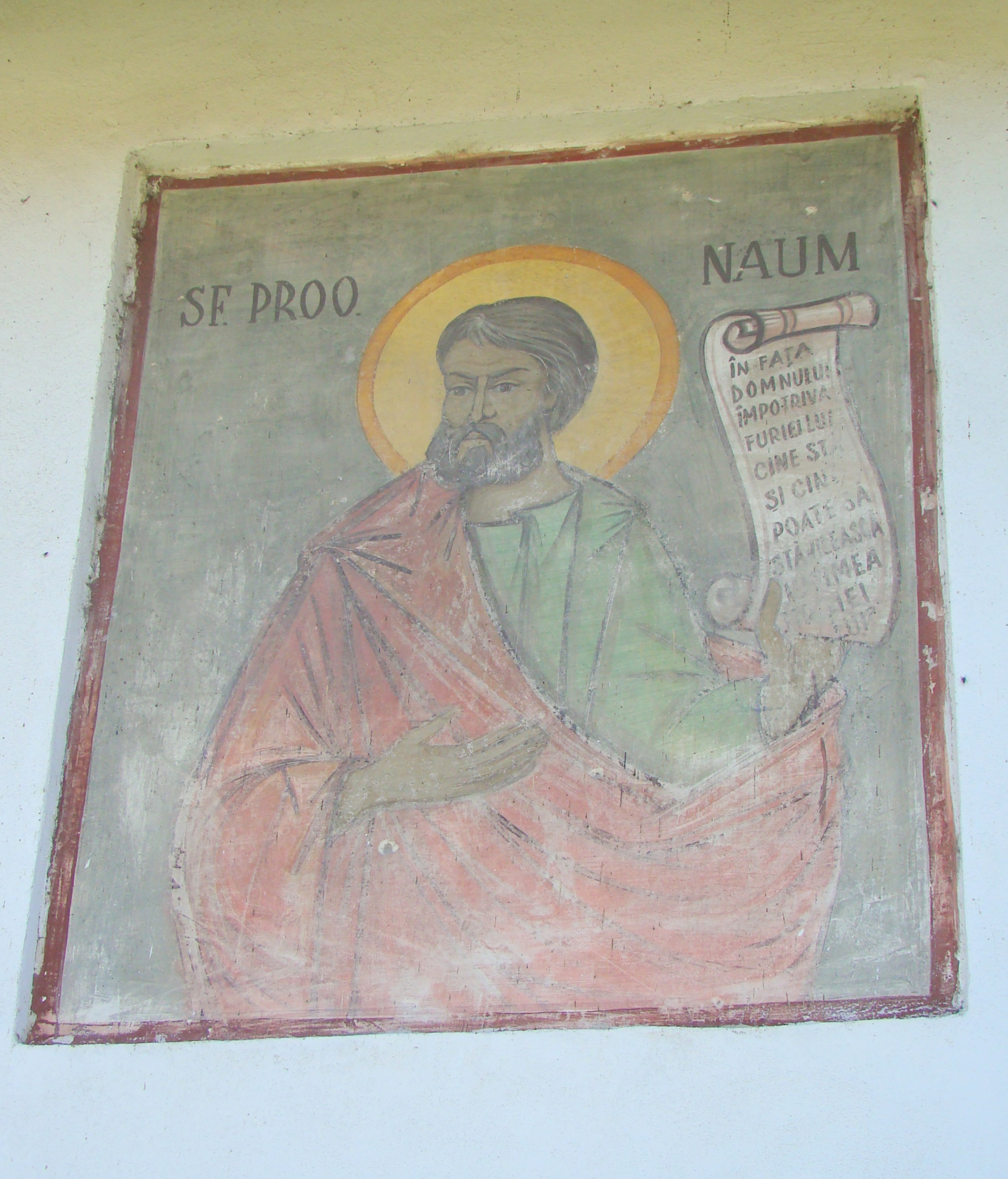
Proorocul Naum
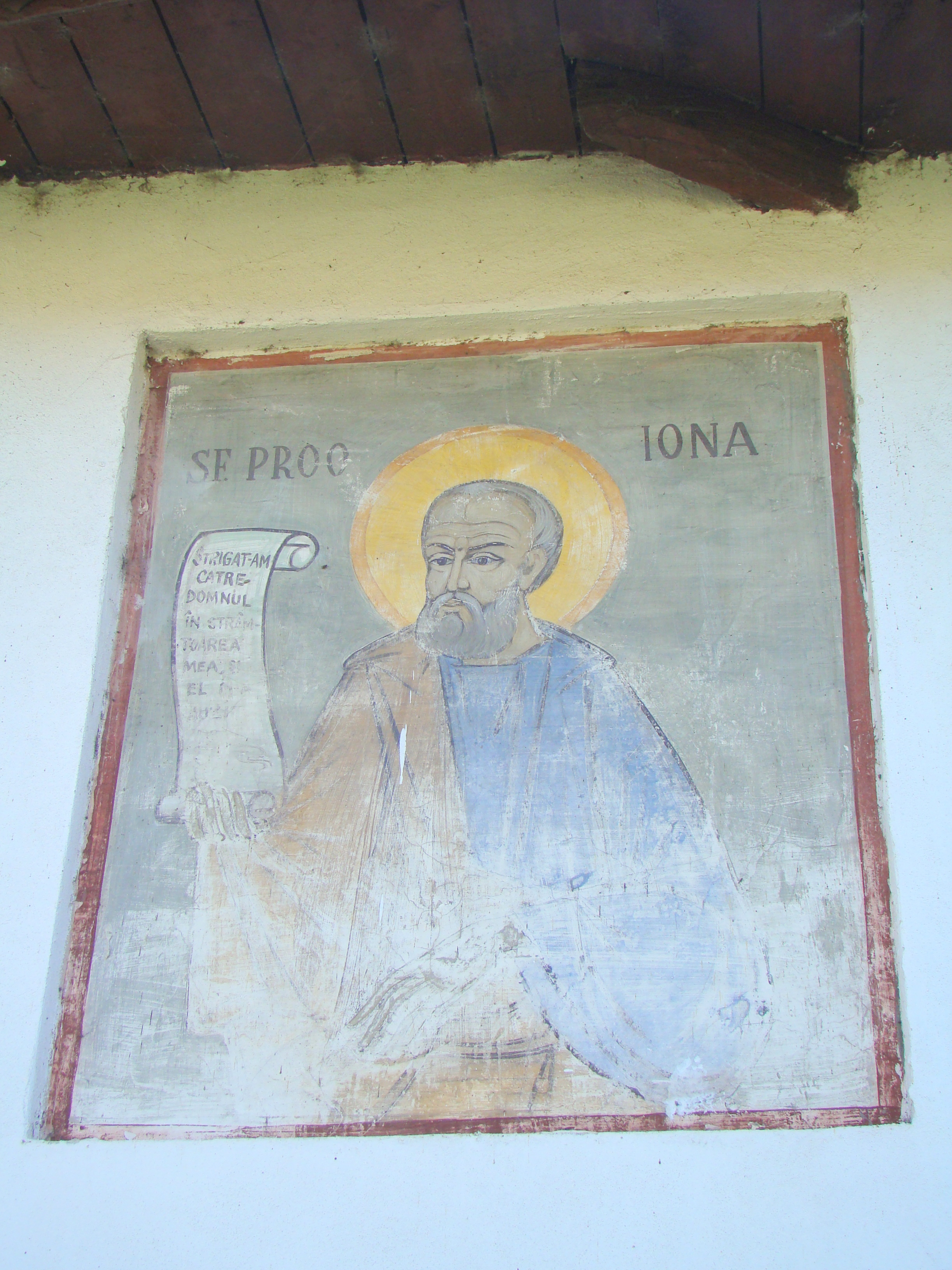
Proorocul Iona
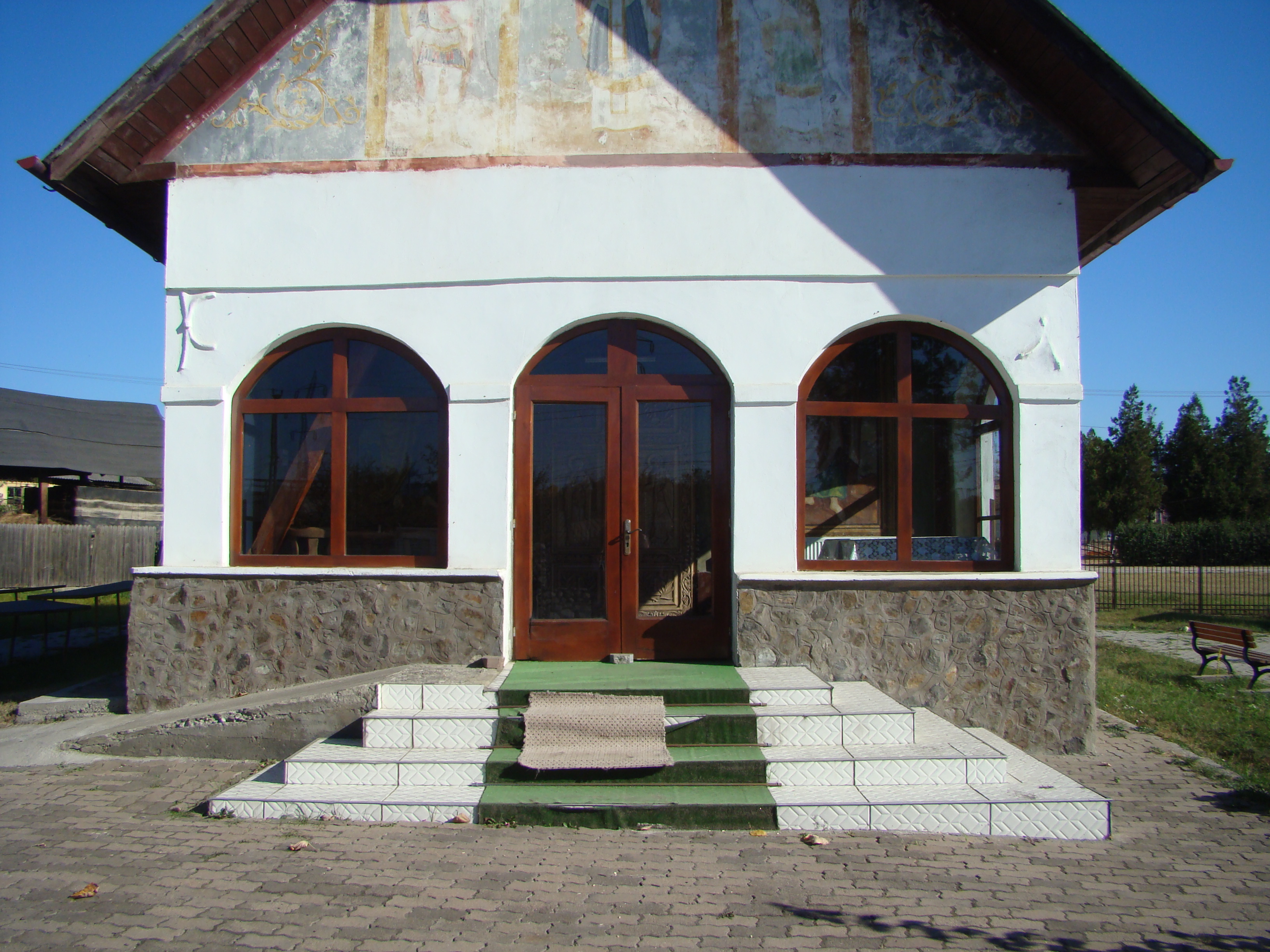
Pridvorul închis
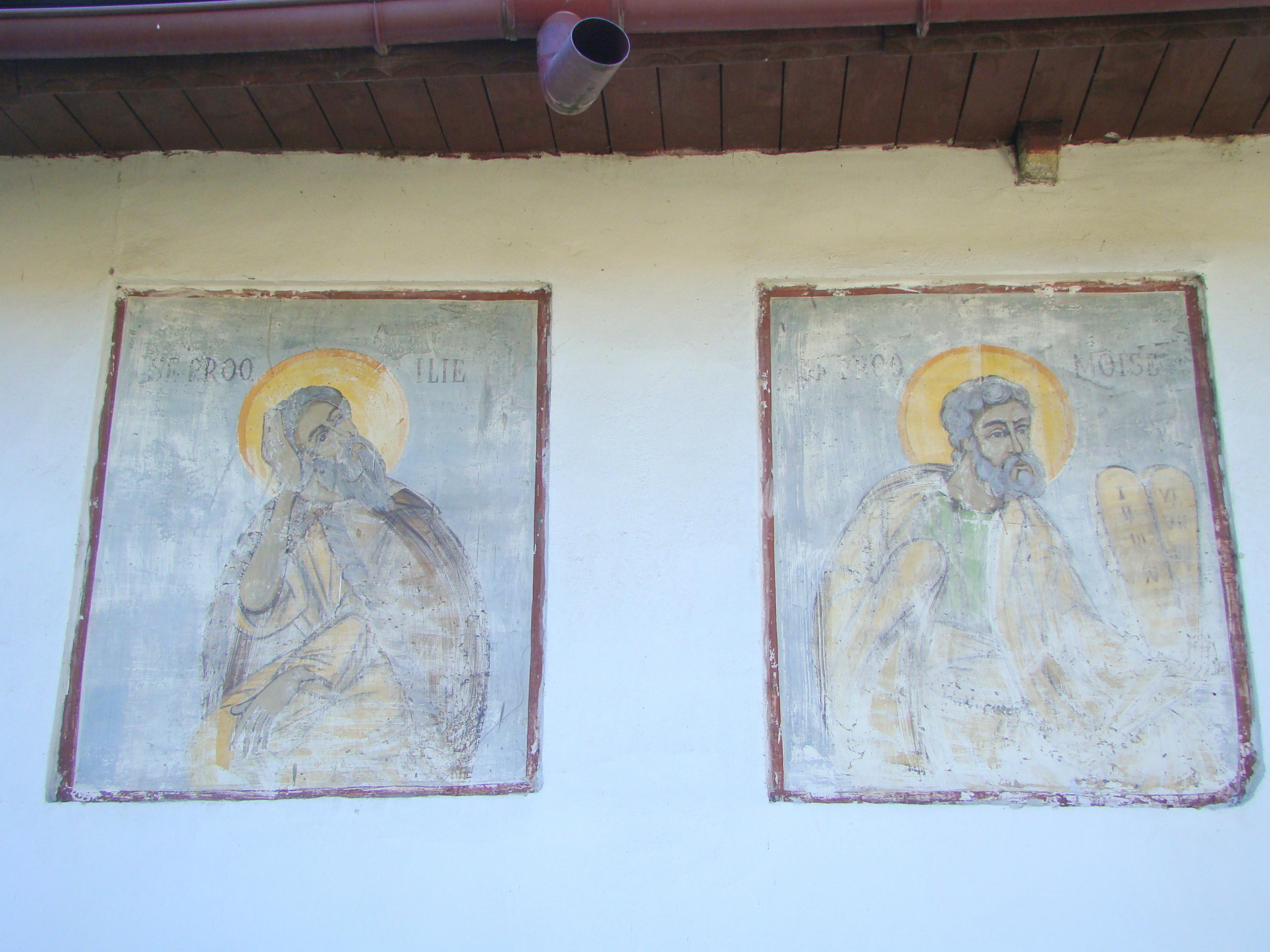
Proorocii Ilie și Moise
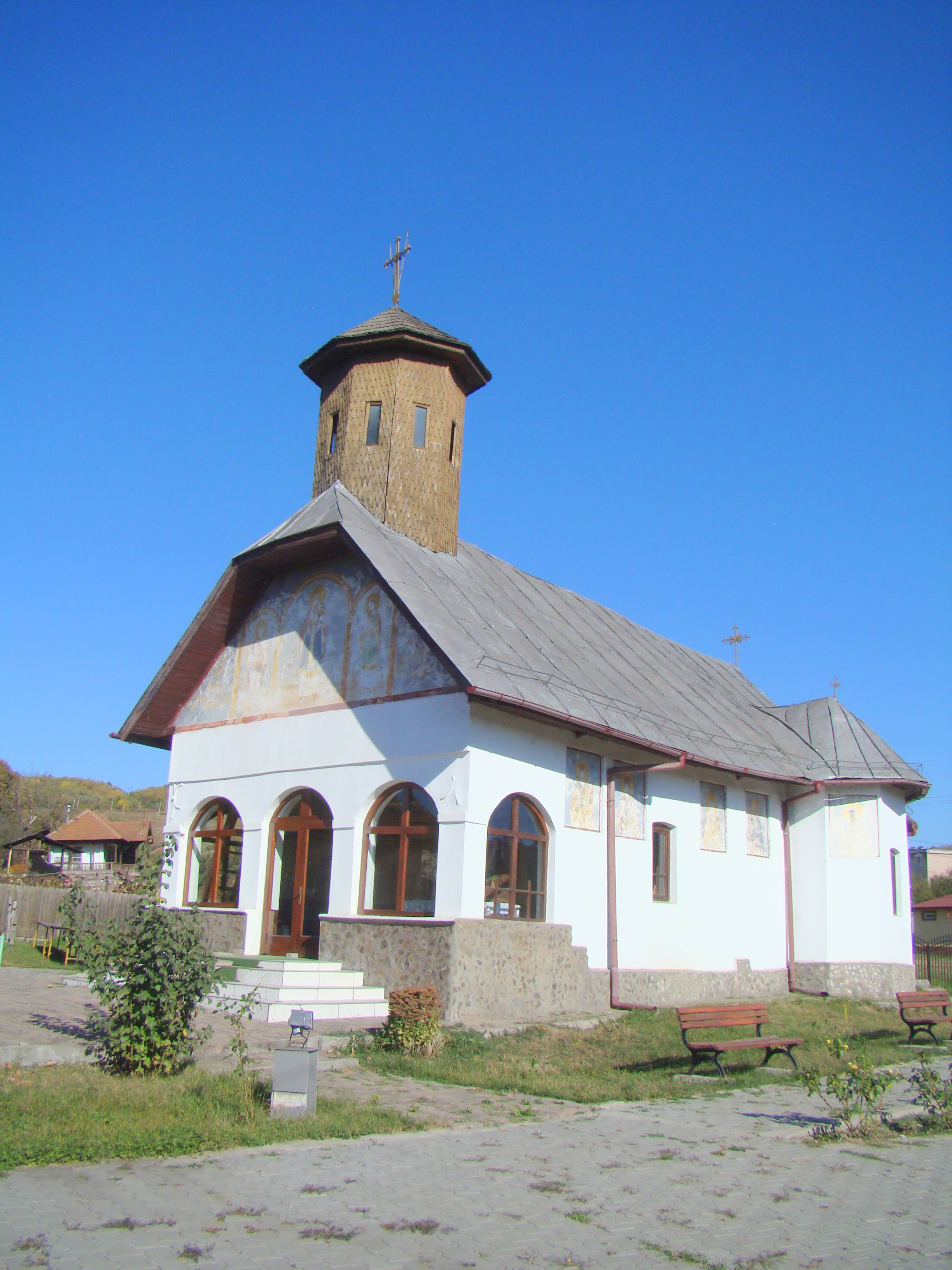
Biserica (sud-vest)
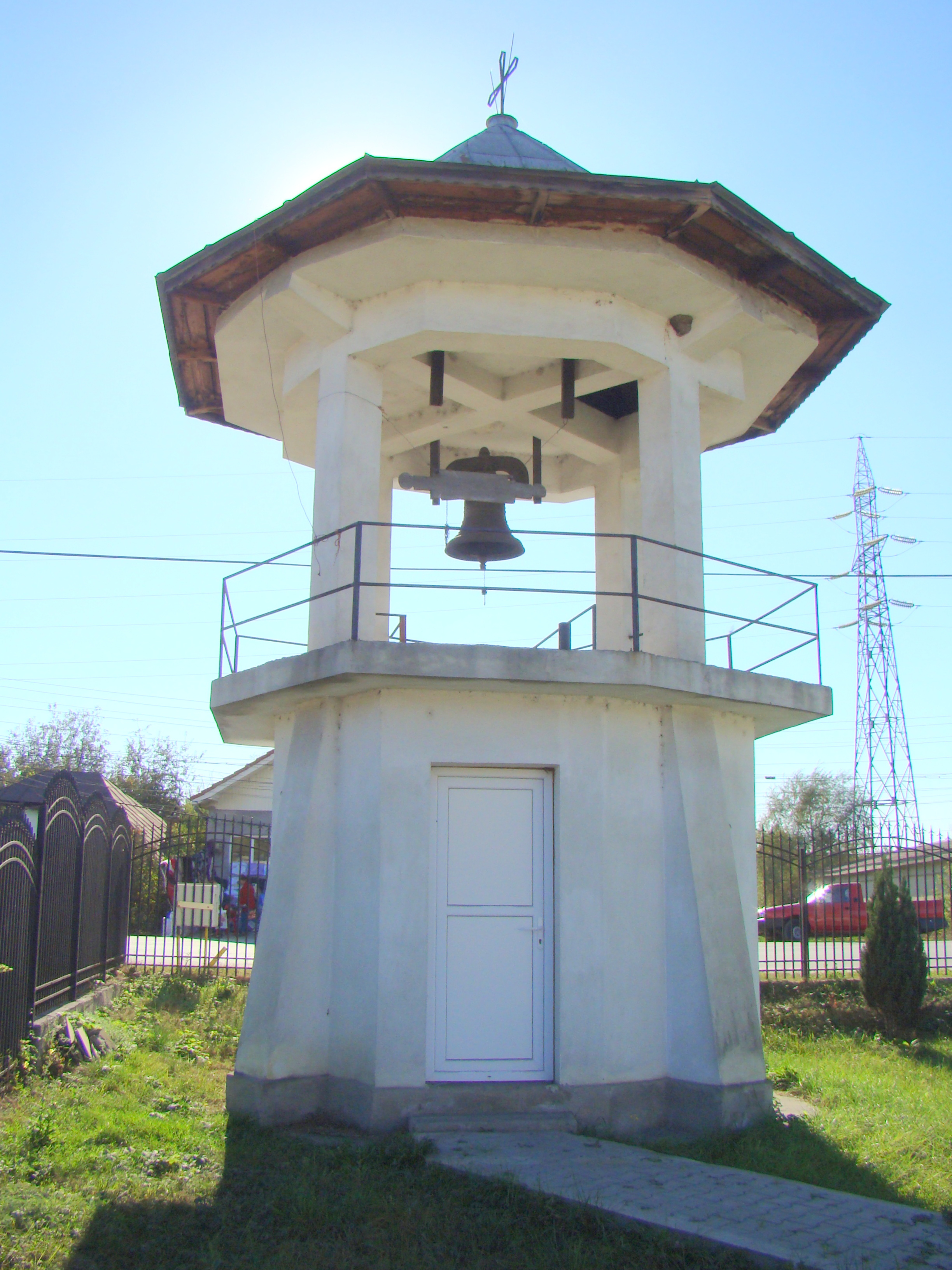
Clopotnița